# 柱穗山姜
柱穗山姜（学名：Alpinia pinnanensis），为姜科山姜属下的一个植物种。